# Barranc dels Clops
El barranc dels Clops és un barranc antigament afluent del riu de Carreu, però d'ençà la construcció del pantà de Sant Antoni, actualment aiguavessa en el pantà, és a dir, a la Noguera Pallaresa. Discorre pel terme de Conca de Dalt, al Pallars Jussà, dins dels antics termes d'Hortoneda de la Conca i d'Aramunt.
Es forma a ponent de la Serra de Sant Esteve i del poble de Pessonada, dins de l'antic terme d'Hortoneda de la Conca, des d'on davalla cap al sud-oest, per adreçar-se al pantà de Sant Antoni, a l'oest del poble d'Aramunt, a la cua del pantà que correspon al riu de Carreu.
Un cop ha entrat a l'antic terme d'Aramunt, en el tram final i pla del seu recorregut, rep per l'esquerra el barranc de les Cadolles. Poc després deixa a la dreta -nord- la Borda de Miquel i la Casanova, mentre que a l'esquerra -sud- queden el poble actual d'Aramunt (les Eres) i la Borda de Queralt.